# Football Club Sporting Benevento 1999-2000
Questa voce raccoglie le informazioni riguardanti il Football Club Sporting Benevento nelle competizioni ufficiali della stagione 1999-2000.

## Rosa
| N. |                   | Ruolo | Calciatore            |
| -- | ----------------- | ----- | --------------------- |
|    | Italia (bandiera) | A     | Salvatore Bertuccelli |
|    | Italia (bandiera) | C     | Giovanni Campo        |
|    | Italia (bandiera) | D     | Alessandro Caponi     |
|    | Italia (bandiera) | D     | Roberto Carannante    |
|    | Italia (bandiera) | D     | Giovanni Caterino     |
|    | Italia (bandiera) | P     | Emiliano Dei (I)      |
|    | Italia (bandiera) | D     | Tommasi Dei (II)      |
|    | Italia (bandiera) | C     | Domenico De Simone    |
|    | Italia (bandiera) | D     | Gianluca Di Giulio    |
|    | Italia (bandiera) | D     | Cristian Galliano     |
|    | Italia (bandiera) | D     | Cisco Guida           |
|    | Italia (bandiera) | C     | Carlo Luisi           |

| N. |                   | Ruolo | Calciatore          |
| -- | ----------------- | ----- | ------------------- |
|    | Italia (bandiera) | D     | Luigi Malafronte    |
|    | Italia (bandiera) | C     | Alessandro Manni    |
|    | Italia (bandiera) | D     | Pietro Mariani      |
|    | Italia (bandiera) | A     | Francesco Marra     |
|    | Italia (bandiera) | A     | Mario Massaro       |
|    | Italia (bandiera) | D     | Stefano Mastroianni |
|    | Italia (bandiera) | A     | Onorato Pedicini    |
|    | Italia (bandiera) | C     | Giovanni Piemonte   |
|    | Italia (bandiera) | D     | Antonio Ruggiero    |
|    | Italia (bandiera) | D     | Raffaele Sergio     |
|    | Italia (bandiera) | A     | Simone Tiribocchi   |
|    | Italia (bandiera) | C     | Nico Cirillo        |

## Risultati

### Campionato

#### Girone di andata
| 5 settembre 1999 1ª giornata | Palermo | 1 – 1 | Sporting Benevento |  |

| 12 settembre 1999 2ª giornata | Sporting Benevento | 1 – 0 | Avellino |  |

| 19 settembre 1999 3ª giornata | Catania | 0 – 0 | Sporting Benevento |  |

| 26 settembre 1999 4ª giornata | Sporting Benevento | 0 – 2 | Ancona |  |

| 3 ottobre 1999 5ª giornata | Ascoli | 3 – 0 | Sporting Benevento |  |

| 10 ottobre 1999 6ª giornata | Sporting Benevento | 1 – 0 | Giulianova |  |

| 17 ottobre 1999 7ª giornata | Sporting Benevento | 1 – 0 | Fidelis Andria |  |

| 24 ottobre 1999 8ª giornata | Juve Stabia | 4 – 0 | Sporting Benevento |  |

| 7 novembre 1999 9ª giornata | Sporting Benevento | 3 – 0 | Marsala |  |

| 14 novembre 1999 10ª giornata | Gualdo | 0 – 0 | Sporting Benevento |  |

| 21 novembre 1999 11ª giornata | Sporting Benevento | 1 – 0 | Lodigiani |  |

| 28 novembre 1999 12ª giornata | Crotone | 1 – 0 | Sporting Benevento |  |

| 5 dicembre 1999 13ª giornata | Atletico Catania | 0 – 0 | Sporting Benevento |  |

| 12 dicembre 1999 14ª giornata | Sporting Benevento | 0 – 0 | Nocerina |  |

| 19 dicembre 1999 15ª giornata | Castel di Sangro | 1 – 0 | Sporting Benevento |  |

| 23 dicembre 1999 16ª giornata | Sporting Benevento | 1 – 2 | Viterbese |  |

| 6 gennaio 2000 17ª giornata | Arezzo | 3 – 2 | Sporting Benevento |  |

#### Girone di ritorno
| 9 gennaio 2000 18ª giornata | Sporting Benevento | 1 – 2 | Palermo |  |

| 15 gennaio 2000 19ª giornata | Avellino | 3 – 0 | Sporting Benevento |  |

| 23 gennaio 2000 20ª giornata | Sporting Benevento | 0 – 0 | Catania |  |

| 30 gennaio 2000 21ª giornata | Ancona | 1 – 1 | Sporting Benevento |  |

| 6 febbraio 2000 22ª giornata | Sporting Benevento | 1 – 1 | Ascoli |  |

| 13 febbraio 2000 23ª giornata | Giulianova | 0 – 0 | Sporting Benevento |  |

| 27 febbraio 2000 24ª giornata | Fidelis Andria | 1 – 1 | Sporting Benevento |  |

| 5 marzo 2000 25ª giornata | Sporting Benevento | 2 – 2 | Juve Stabia |  |

| 12 marzo 2000 26ª giornata | Marsala | 0 – 2 | Sporting Benevento |  |

| 19 marzo 2000 27ª giornata | Sporting Benevento | 1 – 1 | Gualdo |  |

| 2 aprile 2000 28ª giornata | Lodigiani | 1 – 2 | Sporting Benevento |  |

| 9 aprile 2000 29ª giornata | Sporting Benevento | 1 – 1 | Crotone |  |

| 16 aprile 2000 30ª giornata | Sporting Benevento | 4 – 0 | Atletico Catania |  |

| 22 aprile 2000 31ª giornata | Nocerina | 1 – 0 | Sporting Benevento |  |

| 30 aprile 2000 32ª giornata | Sporting Benevento | 0 – 0 | Castel di Sangro |  |

| 7 maggio 2000 33ª giornata | Viterbese | 1 – 0 | Sporting Benevento |  |

| 14 maggio 2000 34ª giornata | Sporting Benevento | 2 – 1 | Arezzo |  |